# Corinna grandis
Corinna grandis là một loài nhện trong họ Corinnidae.
Loài này thuộc chi Corinna. Corinna grandis được Eugène Simon miêu tả năm 1898.